# Liste der Biografien/Eln
Liste der Biografien |
Portal Biografien |
Personensuche
# |
A |
B |
C |
D |
E |
F |
G |
H |
I |
J |
K |
L |
M |
N |
O |
P |
Q |
R |
S |
T |
U |
V |
W |
X |
Y |
Z |
?
 
Ea |
Eb |
Ec |
Ed |
Ee |
Ef |
Eg |
Eh |
Ei |
Ej |
Ek |
El |
Em |
En |
Eo |
Ep |
Eq |
Er |
Es |
Et |
Eu |
Ev |
Ew |
Ex |
Ey |
Ez
 
Ela |
Elb |
Elc |
Eld |
Ele |
Elf |
Elg |
Elh |
Eli |
Elj |
Elk |
Ell |
Elm |
Eln |
Elo |
Elp |
Elr |
Els |
Elt |
Elu |
Elv |
Elw |
Ely |
Elz
Die Liste der Biografien führt alle Personen auf, die in der deutschsprachigen Wikipedia einen Artikel haben. Dieses ist eine Teilliste mit 7 Einträgen von Personen, deren Namen mit den Buchstaben „Eln“ beginnt.

## Eln

### Elna
- Elna, Amed (* 1999), komorische Sprinterin
- Elnady, Amr (* 1975), ägyptischer Straßenradrennfahrer
- Elnan Aurstad, Bastian (* 2005), norwegischer Leichtathlet
- Elnawasany, Yahya (* 2002), ägyptischer Squashspieler

### Elne
- Elneny, Mohamed (* 1992), ägyptischer FußballspielerMohamed Elneny (* 1992)

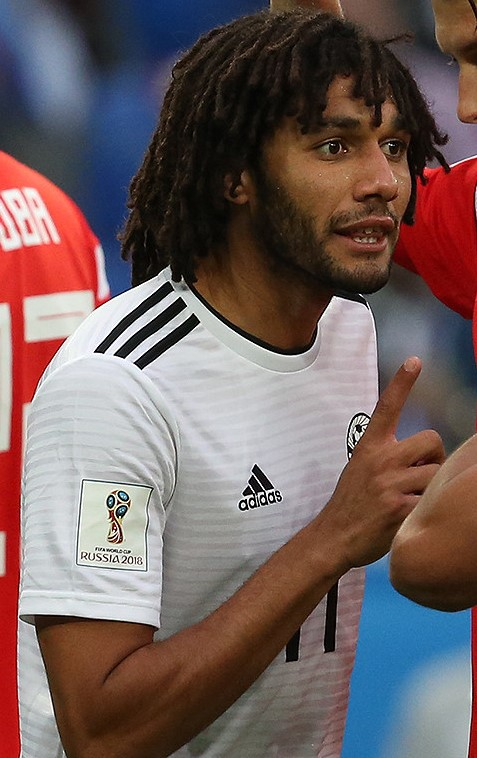
Mohamed Elneny (* 1992)

- Elner, Georg († 1543), deutscher Logiker und Theologe

### Elni
- Elniff, Jørn (1938–1991), dänischer Schlagzeuger im Bereich des Modern Jazz